# Coordinator
Coordinator (česky „Koordinátor“), je označení pro jednu ze skupinových rolí ve třídění dle Belbina.

## Charakteristika
- vede celý tým a koordinuje úsilí
- směřuje ostatní ke společnému cíli
- je zralý a sebejistý
- rozpozná individuální talent a využívá ho v zájmu skupinových cílů
- má široký rozhled
- je disciplinovaný a soustředěný a udržuje rovnováhu mezi různými tendencemi
- umí dobře mluvit, naslouchat i posuzovat
- pracuje prostřednictvím ostatních
- může mít střety s formovači

## Základní přínosy
- dobře vede týmy lidí s rozdílnými schopnostmi
- maximálně využívá potenciál týmu
- zvyšuje sebevědomí členů týmu

## Přípustné slabiny
- nemá geniální myšlenky, není moc tvořivý